# Calathea asplundii
Calathea asplundii är en strimbladsväxtart som beskrevs av H.A.Kenn. Calathea asplundii ingår i släktet Calathea och familjen strimbladsväxter. Inga underarter finns listade.